# Box Bass
Der Box Bass (englisch, „Kistenbass“) ist ein Kistenbass, der in der Parang-Musik in Trinidad und Tobago verwendet wird. Er ist ein einfaches Zupfinstrument, bestehend aus einem Resonanzkörper – in der Regel einer Kiste – einem Stab und einer einzelnen Saite.

## Herkunft
Die Entstehungsgeschichte ist recht unklar. Dies hängt unter anderem damit zusammen, dass es ein sehr einfach aufgebautes Instrument ist, dessen „Zutaten“ gewöhnlich frei gewählt werden können. Deshalb gibt es ähnlich aufgebaute Zupfinstrumente ebenso anderswo in der Welt, so beispielsweise den Teekistenbass oder den Waschwannenbass, die beide von Skiffle-Bands verwendet werden.
Für den Parang auf Trinidad ist der Box Bass ein relativ neues Instrument, das erst seit Mitte des 20. Jahrhunderts zu den Standardinstrumenten gezählt wird und mittlerweile im Instrumentarium aller Parang-Bands vertreten ist. Sein Vorgänger war die Rumba Box, ein Lamellophon, dessen Lamellen auf einer Holzkiste von der Größe des Box Bass montiert sind und das als rhythmisch-harmonische Bassbegleitung verwendet wird. In den umliegenden Ländern in der Karibik ist dieses Bass-Lamellophon als Marimbula bekannt.

## Bauform
Der Klangkörper ist in der Regel eine Kiste, selten ein Fass. Je nach Aufbau variiert die Klangfarbe des Instruments. In den Klangkörper wird in der Regel ein Klangloch eingearbeitet. Während das eine Ende der Saite an der Kiste bzw. dem Klangkörper angebracht wird, ist das andere an einem Stock befestigt, der lose in eine Vertiefung auf der Oberseite des Klangkörpers gesteckt wird. Die Tonhöhe wird variiert, indem die Seite mittels des Stocks gespannt oder entspannt wird. Dabei steht die Kiste am Boden und wird mit einem Fuß fixiert. Deswegen wird bei einigen Box Bass Instrumenten ein Stellplatz für den Fuß eingearbeitet.
Der Box Bass wird meist vom benutzenden Musiker selber gebaut oder von einem anderen Box Bass Musiker für diesen gebaut. Deswegen sind die meisten Box Bässe Unikate.

## Spielweise
Der Musiker spielt den Box Bass im Stehen, wobei meist ein Fuß auf der Kiste platziert wird. Mit einer Hand wird die Tonhöhe bestimmt, während die andere Hand die Saite zupft. Die Mehrheit der Musiker zupft dabei mit Daumen und Zeigefinger, andere Spielweisen sind möglich. So kommt ebenfalls der Wechselschlag mit Zeige- und Mittelfinger vor. Sehr oft werden zum Schutz die Anschlagfinger mit Pflaster umwickelt. Je nach Bauweise kann der Box Bass eher einen perkussionistischen Effekt ohne großen Nachklang erzeugen, während andere einen deutlich erkennbaren Klang ähnlich einem gezupften Kontrabass entwickeln können. Der mit Abstand am häufigsten gespielte Rhythmus ist ein 6/8-Takt, bei dem die Zählzeiten 1, 3 und 5 gespielt werden. In traditionellen Parang-Kompositionen spielt der Bass-Box-Spieler mitunter die Zählzeiten 1 und 4 eines 6/8-Takts.